# Chiesa di Nostra Signora delle Grazie (Sanluri)
La chiesa di Nostra Signora delle Grazie (sardo: cresia de Nostra Sennora de is Gratzias) è la chiesa cattolica parrocchiale di Sanluri, ubicata in Via Carlo Felice 237.

## Storia

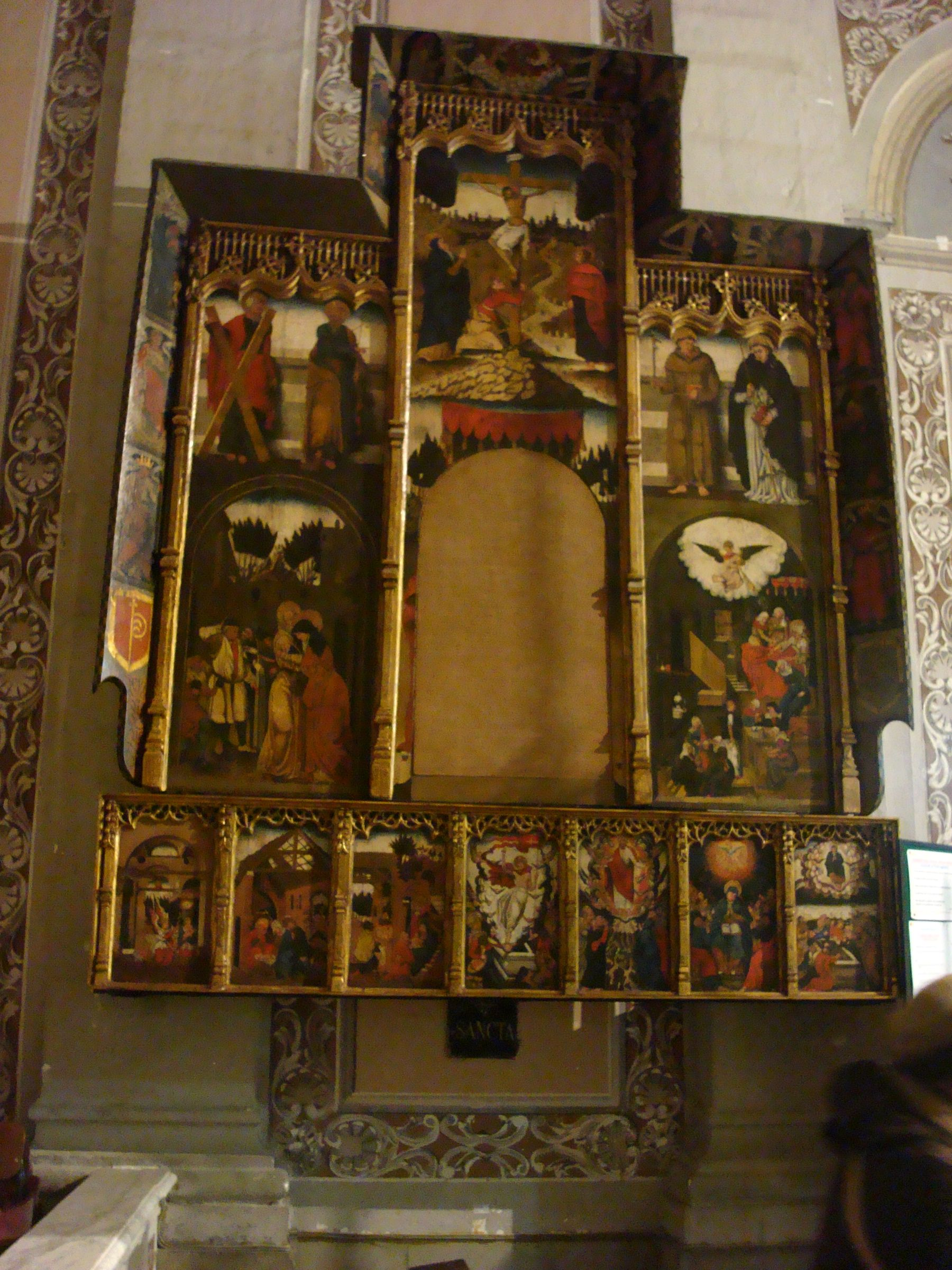
Retablo di Sant'Anna

La chiesa fu edificata intorno al 1776 e si erge sui resti di una chiesa medioevale, risalente al XVI secolo, di cui è rimasto solo la parte bassa del campanile, inglobata nella ristrutturazione avvenuta a fine del settecento. Nel 1776 l'architetto Carlo Maino fu incaricato per l'espansione della chiesa e la ristrutturazione della vecchia, che è diventata la navata laterale sinistra della chiesa odierna.
Nella parrocchiale è custodito il Retablo di Sant'Anna datato al 1576, raffigurante nella parte mediana la crocifissione ed attribuito ad Antioco Mainas.

## Descrizione

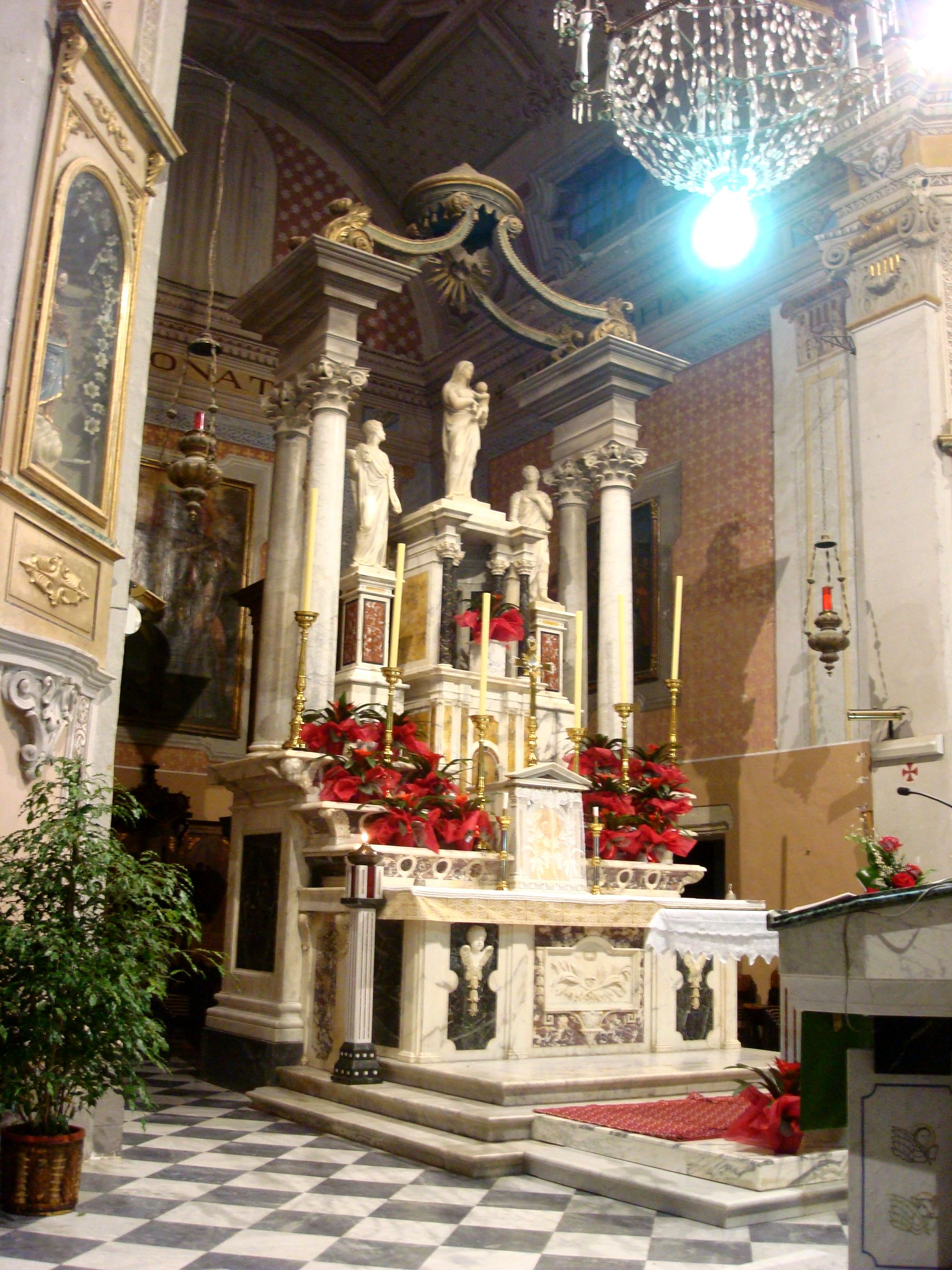
Altare

La facciata della chiesa ha una partizione orizzontale con diversi ordini ed definita con aggettanti cornici marcapiano. La divisione verticale presente è definita con coppie di semi-pilastri e capitelli ionici. Il portale è di stile neoclassico. Sulla facciata esterna viene definita la presenza di tre navate interne all'edificio, il quale è strutturato a pianta longitudinale.
Il campanile, sulla sinistra della struttura, è strutturato a base quadrata.